# اصطدام قطار ميلافتشي
اصطدام قطار ميلافتشي كان حادث تصادم بين قطاري ركاب في ميلافشي في جمهورية التشيك في 4 أغسطس 2021. قتل شخصان وأصيب 52.

## الحادث
اصطدم قطارا ركاب وجهاً لوجه في ميلافشي في جمهورية التشيك بعد الساعة 08:00 بالتوقيت المحلي. كان أحد القطارات يعمل في خدمة محلية من بلزن إلى دوماليس. الأخرى كانت في خدمة دولية من ميونيخ ألمانيا إلى براغ. قُتل ثلاثة أشخاص وأصيب 42، خمسة منهم إصاباتهم خطيرة. وكان القتلى سائقين وراكبة. تم الإبلاغ عن شخص واحد في عداد المفقودين. ساعد رجال الإنقاذ من ألمانيا زملائهم التشيكيين. ونقلت أربع مروحيات الجرحى إلى المستشفيات في بلزن. تم نقل عشرة مرضى مصابين بجروح أقل خطورة إلى المستشفيات في ألمانيا. صرح وزير النقل التشيكي كاريل هافليسيك أن القطار الدولي قد اجتاز إشارة توقف.

## التحقيق
فتح مكتب فحص سلامة السكك الحديدية تحقيقًا في الحادث. من المتوقع أن يستغرق التحقيق عدة أشهر. قال المفتش العام لـ مكتب فحص سلامة السكك الحديدية إنه لم يكن معروفًا ما إذا كان إشارة المرور في خطر ناتجًا عن عيب فني في القطار أو خطأ السائق. كما تم فتح تحقيق جنائي للاشتباه في أن الإهمال هو أحد أسباب الحادث. فتح السكك الحديدية التشيكية أيضًا تحقيقًا في الحادث.